# Liste der denkmalgeschützten Objekte in Völkermarkt
Die Liste der denkmalgeschützten Objekte in Völkermarkt enthält die 80 denkmalgeschützten, unbeweglichen Objekte der Kärntner Gemeinde Völkermarkt.

## Denkmäler
| Foto  |                 | Denkmal | Standort                                                            | Beschreibung | Metadaten |
| ----- | --------------- | --- | ------------------------------------------------------------------- | --- | --- |
| ja    | Datei hochladen | Figur hl. Johannes Nepomuk HERIS-ID: 69759 Objekt-ID: 82847                                                 | bei Dullach II 7 Standort KG: Admont-Lassein                        | Am nördlichen Brückenkopf befindet sich eine Johannes-Nepomuk-Figur. Die Inschrift von 1786 erinnert an Vincenc Orsini Graf von Rosenberg. | BDA-Hist.: Q38123106 Status: § 2a Stand der BDA-Liste: 2025-06-30 Name: Figur hl. Johannes Nepomuk GstNr.: 294/3 |
| BW    | Datei hochladen | Stadtfriedhof und Friedhofskapelle HERIS-ID: 46334 Objekt-ID: 48201                                         | Kreuzberglstraße Standort KG: Bei der Drau                          | Nach der Auflassung des alten Friedhofes bei der Stadtpfarrkirche Maria Magdalena 1783/84 wurde östlich außerhalb der Stadt dieser Friedhof angelegt und 1786 eingeweiht. 1912 wurde er nach Westen erweitert und von einer Mauer mit zwei Zugängen umgeben, wobei der Platz an der Mauer für Familiengräber vorgesehen war. An der Nordseite befindet sich eine Friedhofskapelle mit einem geschnitzten Kruzifix und eingemauerten Grabsteinen aus den Jahren 1856–1861. | BDA-Hist.: Q38020660 Status: § 2a Stand der BDA-Liste: 2025-06-30 Name: Stadtfriedhof und Friedhofskapelle GstNr.: 149 Stadtfriedhof Völkermarkt                                                                     |
| ja    | Datei hochladen | Kath. Filialkirche hl. Bartholomäus HERIS-ID: 69006 Objekt-ID: 82051                                        | Dobrowa Standort KG: Haimburg                                       | Die Kirche wird erstmals 1236 urkundlich erwähnt. Der kleine romanische Bau hat eine Rundapsis, eine große, teilweise gemauerte Vorhalle mit barockem Opferaltar und einen Dachreiter mit Steinplattln. Alle übrigen Dächer sind ebenso mit Steinplattln gedeckt. Fischgrätenmauerwerk; eisenbeschlagene Tür. An der Langhaussüdseite Wandmalerei heiliger Christopherus. Im Langhaus Flachdecke, Holzempore, die Konche mit Maßwerkfenstern. Hochaltar, Seitenaltar und Kanzel um 1700 (Statuen im Pfarrhof Haimburg). | BDA-Hist.: Q38121249 Status: § 2a Stand der BDA-Liste: 2025-06-30 Name: Kath. Filialkirche hl. Bartholomäus GstNr.: .33                                                                                              |
| ja    | Datei hochladen | Kath. Pfarrkirche Unserer Lieben Frau Himmelfahrt und Friedhof HERIS-ID: 68998 Objekt-ID: 82043             | Haimburg 31 Standort KG: Haimburg                                   | Die im Wesentlichen spätgotische Kirche mit hohem Chor und Strebepfeilern hat einen vorgestellten Westturm. Die Malereien im netzrippengewölbten Chor sind mit 1473 bezeichnet. Bemerkenswert sind der hohe barocke Triumphbogenaltar von 1673 und ein Fastentuch von 1504. | BDA-Hist.: Q23541683 Status: § 2a Stand der BDA-Liste: 2025-06-30 Name: Kath. Pfarrkirche Unserer Lieben Frau Himmelfahrt und Friedhof GstNr.: .81 Pfarrkirche Haimburg                                              |
| ja    | Datei hochladen | Burgruine Haimburg/Heunburg HERIS-ID: 35590 Objekt-ID: 34374                                                | südlich Haimburg 36 Standort KG: Haimburg                           | Von der Burg haben sich Reste des Torturms und Mauern des Palas erhalten, die teils aus dem 13. Jahrhundert stammen. Die seit dem 18. Jahrhundert verfallende Burg wurde in den letzten Jahren mit einem Dach versehen. | BDA-Hist.: Q874716 Status: Bescheid Stand der BDA-Liste: 2025-06-30 Name: Burgruine Haimburg/ Heunburg GstNr.: 844 Burgruine Haimburg (Völkermarkt)                                                                  |
| ja    | Datei hochladen | Kath. Pfarrkirche hl. Stefan und Friedhof HERIS-ID: 68886 Objekt-ID: 81924                                  | St.Stefan Standort KG: Haimburg                                     | Die im Kern romanische Kirche mit weit herabgezogenem Steinplattldach wurde gotisch und barock verändert. An der südlichen Schiffsaußenwand sind bemerkenswerte Malereireste aus dem 15. Jahrhundert, ebenso innen an der Ost- und Südwand. Zur Einrichtung zählen der Hochaltar aus dem 17. Jahrhundert, Seitenaltäre und Kanzel aus dem 18. Jahrhundert, und ein monumentales Kruzifix von Anfang des 16. Jahrhunderts. In die Friedhofsmauer ist eine römische Grabinschrift eingemauert. | BDA-Hist.: Q977264 Status: § 2a Stand der BDA-Liste: 2025-06-30 Name: Kath. Pfarrkirche hl. Stefan und Friedhof GstNr.: .1 Saint Stephen Church (Völkermarkt)                                                        |
| ja    | Datei hochladen | Karner HERIS-ID: 68882 Objekt-ID: 81920                                                                     | St.Stefan Standort KG: Haimburg                                     | Der frühgotische Rundbau weist eine halbrunde Konsolapsis und Strebepfeiler auf. Wandmalereien aus dem 15. Jahrhundert an der südlichen Außenseite zeigen das Jüngste Gericht. Das Obergeschoß dient als Aufbahrungsraum. | BDA-Hist.: Q63986128 Status: § 2a Stand der BDA-Liste: 2025-06-30 Name: Karner GstNr.: .1 Kirche St Stefan (Völkermarkt) - Karner                                                                                    |
| ja    | Datei hochladen | Schloss Thalenstein HERIS-ID: 36288 Objekt-ID: 35146                                                        | Unterlinden 9 Standort KG: Haimburg                                 | Bau des ausgehenden 15. Jahrhunderts (Bernhard Thalent, Pfleger der Herrschaft Heunburg 1499–1517) nicht mehr in seiner ursprünglichen Gestalt erhalten. Die jetzige Anlage aus dem 18. Jahrhundert. Die südliche Hauptfront mit dreigeschoßigem, fünfachsigem Mittelteil mit Dreiecksgiebel und stark vorgezogenen Seitenrisaliten. Die Beletage-Fenster mit Segment- und Dreiecksgiebeln. An der Nord-Fassade springt der dreigeschoßige, fünfachsige Mittelrisalit gegenüber den seitlichen zweigeschoßigen etwas vor. Privatbesitz Helldorf. | BDA-Hist.: Q21863410 Status: Bescheid Stand der BDA-Liste: 2025-06-30 Name: Schloss Thalenstein GstNr.: .42 Schloss Thalenstein, Völkermarkt                                                                         |
| ja    | Datei hochladen | Schlossruine Höhenbergen HERIS-ID: 36286 Objekt-ID: 35144                                                   | südlich Höhenbergener Straße 22 Standort KG: Höhenbergen            | Ein Gut Hechenbergen urkundlich erwähnt Mitte des 15. Jahrhunderts. Seit 1653 im Besitz der Familie Orsini-Rosenberg. Unvollendet gebliebener barocker Bau der Mitte des 18. Jahrhunderts, begonnen unter Philipp-Joseph Graf von Rosenberg (gestorben 1765). Ältere Bauteile (16. Jahrhundert?) bedingen einen unregelmäßigen Grundriss der einen kleinen Hof umschließenden dreigeschoßigen Anlage. An der monumentalen siebenachsigen Nordfassade die barocke Gliederung, Pilaster, Fensterverdachungen, im Ziegelrohbau abzulesen; drei Portale im Mittelrisalit, darüber Kragsteine für Balkon. Erdgeschoß: Freskenreste, Jagdszenen, 17. Jahrhundert (?). | BDA-Hist.: Q37969287 Status: Bescheid Stand der BDA-Liste: 2025-06-30 Name: Schlossruine Höhenbergen GstNr.: .12 Schloss Höhenbergen                                                                                 |
| ja    | Datei hochladen | Kath. Filialkirche hl. Katharina HERIS-ID: 68996 Objekt-ID: 82041                                           | nordöstlich Kulm 10 Standort KG: Kaltenbrunn                        | Urkundliche Erwähnung 1616. Kleiner romanischer Bau mit Rundapsis, steinplattlgedeckt, westlicher Dachreiter und teilweise gemauerte Vorlaube. Innenrestaurierung 1992, spätgotisch schablonierte Decke und Brüstung der Empore; an den Wänden mittelalterliche Apostelkreuze. An der südlichen Schiffaußenwand Wandmalerei 17. Jahrhundert heiliger Christophorus, restauriert 1999, daneben Steinkugel eingemauert. Rundbogiges West-Portal. Im Langhaus ist eine hölzerne Kassettendecke. Die drei barocken Altäre stammen etwa von 1680. | BDA-Hist.: Q38121202 Status: § 2a Stand der BDA-Liste: 2025-06-30 Name: Kath. Filialkirche hl. Katharina GstNr.: .10 Filialkirche Heilige Katharina am Kulm                                                          |
| ja    | Datei hochladen | Kath. Filialkirche hl. Veit und Friedhof HERIS-ID: 58023 Objekt-ID: 68451                                   | Kl.St.Veit Standort KG: Klein St. Veit                              | Die im Kern romanische Kirche wurde spätgotisch verändert. Der mächtige gotische Westturm hat einen steinplattlgedeckten Spitzhelm. Im kreuzrippengewölbten Langhaus und netzrippengewölbten Chor sind barocke Malereien. Der Hochaltar mit Opfergangsportalen wird Johann Pacher zugeschrieben; die Seitenaltäre sind aus dem 17. Jahrhundert. | BDA-Hist.: Q17540677 Status: § 2a Stand der BDA-Liste: 2025-06-30 Name: Kath. Filialkirche hl. Veit und Friedhof GstNr.: .76 Kirche Klein St Veit                                                                    |
| ja    | Datei hochladen | Hügelgräberfeld Führholz HERIS-ID: 43564 Objekt-ID: 44167                                                   | Führholz Standort KG: Korb                                          | Dutzende hallstattzeitliche Hügelgräber sind im bewaldeten Gelände erkennbar; zahlreiche weitere eingeebnete Gräber wurden archäologisch nachgewiesen. Insgesamt wurden hier im Zeitraum zwischen 800 und 300 v. Chr. mehr als 400 Bestattungen durchgeführt. | BDA-Hist.: Q38003923 Status: Bescheid Stand der BDA-Liste: 2025-06-30 Name: Hügelgräberfeld Führholz GstNr.: 143, 128, 132/2, 93 Hügelgräberfeld Führholz                                                            |
| ja    | Datei hochladen | Kath. Filialkirche San Franzisci (Hl. Franz Xaver) HERIS-ID: 53728 Objekt-ID: 61748                         | neben Gattersdorf 47 Standort KG: Korb                              | Die im Weiler Sankt Franzisci auf einem Hügel gelegene Wallfahrtskirche war noch bis 1742 dem Heiligen Nikolaus geweiht. Urkundlich wird sie 1616 erwähnt. Der barocke Bau von 1742 wurde im Auftrag der Eberndorfer Jesuiten errichtet. Der stark eingezogene, im Verhältnis zum Langhaus niedrigere Chor stammt von einem älteren Bau. 1988 erfolgte eine Restaurierung und die Wiederherstellung der barocken Architekturpolychromie. Ebenso wurde die Ausstattung restauriert. Symmetrisch zu beiden Seiten des Chores stehen barocke Anbauten mit achtseitigen Türmchen. Vorgestellter West-Turm mit Zwiebelhaube, Vorhalle im Turmerdgeschoß. Sonnenuhr bezeichnet 742 an der Süd-Wand. An der nordöstlichen Chorschlussmauer befindet sich eine römerzeitliche Grabinschrift für Vibenus und Surilla (CIL III 4993). | BDA-Hist.: Q38058238 Status: § 2a Stand der BDA-Liste: 2025-06-30 Name: Kath. Filialkirche San Franzisci GstNr.: .1, 18 Filialkirche St. Francisci (Gattersdorf)                                                     |
| ja    | Datei hochladen | Pfarrhof HERIS-ID: 76321 Objekt-ID: 89878                                                                   | Gattersdorf 25 Standort KG: Korb                                    | | BDA-Hist.: Q38143445 Status: § 2a Stand der BDA-Liste: 2025-06-30 Name: Pfarrhof GstNr.: 39 |
| ja    | Datei hochladen | Burgruine Obertrixen HERIS-ID: 36287 Objekt-ID: 35145                                                       | westlich Obertrixen 1 Standort KG: Korb                             | Auf steil abfallendem Felshügel über dem Trixener Tal ist das Bruchsteinmauerwerk des quadratischen Wohnturms aus der ersten Hälfte des 12. Jahrhunderts in noch erkennbaren vier Geschoßen erhalten. Südlich davon sind Mauerreste eines spätromanisch rechteckigen Wohngebäudes, südöstlich über dem Steilabfall Reste einer ehemaligen Kapelle(?) des 12. Jahrhunderts. | BDA-Hist.: Q37969303 Status: Bescheid Stand der BDA-Liste: 2025-06-30 Name: Burgruine Obertrixen GstNr.: .12 Burgruine Obertrixen                                                                                    |
| ja    | Datei hochladen | Schlosskapelle hl. Erasmus HERIS-ID: 36295 Objekt-ID: 35153                                                 | bei Obertrixen 1 Standort KG: Korb                                  | Der kleine Saalbau des 17. Jahrhunderts mit dreijochigem Netzgratgewölbe liegt südwestlich des Schlosses. Über drei Arkaden an der nördlichen Eingangswand ist ein Fassadenturm mit Zwiebelhelm. Der Hochaltar aus der zweiten Hälfte des 17. Jahrhunderts mit gemalter Altararchitektur weist ein Altarblatt Marter des heiligen Erasmus auf, seitlich heiliger Franziskus und heilige Klara. Ein Marienaltar, etwa von 1730, hat ein Leinwandbild Immaculata und aufwändig geschnitzten Rahmen. Zur Einrichtung gehören noch die Kanzel von Ende 17. Jahrhundert und Relieffiguren heiliger Florian und heiliger Leonhard, um 1600. Eine der Glocken ist mit 1490 bezeichnet, die andere stammt aus dem 18. Jahrhundert. | BDA-Hist.: Q37969427 Status: Bescheid Stand der BDA-Liste: 2025-06-30 Name: Schlosskapelle hl. Erasmus GstNr.: .14 Schlosskapelle hl. Erasmus, Obertrixen (Völkermarkt)                                              |
| ja    | Datei hochladen | Schloss Obertrixen HERIS-ID: 68626 Objekt-ID: 81659                                                         | Obertrixen 1 Standort KG: Korb                                      | Das Schloss besteht aus zwei langgestreckten zweigeschoßigen parallelen Trakte, die, im Süden und Norden durch Zinnenmauern verbunden, einen rechteckigen Hof umschließen. Spätgotische Fenster im nördlichen Abschnitt der beiden Gebäude verraten eine Anlage des frühen 16. Jahrhunderts, um 1580 (Ost-Trakt) und im frühen 17. Jahrhundert (West-Trakt) umgebaut bzw. nach Süden erweitert. Südliche Zinnenmauer und Pavillon 19. Jahrhundert. Am Ost-Trakt, außen, dreiteiliges Renaissancefenster mit Inschrift Felix Victor Rauber zu Obertrixen und Reinegg. Über dem Süd-Portal Wappen-Kartusche des Ludwig Grotta von Grottenegg; das 1956 veränderte Nord-Portal bezeichnet 1605. Am West-Trakt frühbarockes Portal mit gesprengtem Giebel und steinerne Fenstergewände mit gerader Verdachung. | BDA-Hist.: Q38120220 Status: Bescheid Stand der BDA-Liste: 2025-06-30 Name: Schloss Obertrixen GstNr.: .11 Schloss Obertrixen                                                                                        |
| ja    | Datei hochladen | Schloss Mittertrixen HERIS-ID: 45674 Objekt-ID: 47081                                                       | Mittertrixen 1 Standort KG: Mittertrixen                            | Das Schloss ist eine zweigeschoßige Vierflügelanlage. Es wurde um 1770 zur heutigen Form umgebaut; im Westtrakt wurden spätmittelalterliche Bauteile einbezogen. Im Schlosshof sind an drei Seiten korbbogige Pfeilerarkaden. Die Räume im Erdgeschoß sind tonnen- oder kreuzgratgewölbt. Im Obergeschoß gibt es eine Kassettendecke aus dem 16. Jahrhundert und in drei Räumen Rokokostukkaturen. | BDA-Hist.: Q17591789 Status: Bescheid Stand der BDA-Liste: 2025-06-30 Name: Schloss Mittertrixen GstNr.: .1/1, 165 Schloss Mittertrixen                                                                              |
| ja    | Datei hochladen | Burgruine Mittertrixen HERIS-ID: 35841 Objekt-ID: 34666                                                     | östlich Mittertrixen 5 Standort KG: Mittertrixen                    | Die bedeutenden Mauerreste der im 14. Jahrhundert urkundlich erwähnten Burg umfassen zwei Geschoße des Turms, gotische profilierte Portale und Fenster sowie Teile eines gratigen Kreuzgewölbes. | BDA-Hist.: Q37967410 Status: Bescheid Stand der BDA-Liste: 2025-06-30 Name: Burgruine Mittertrixen GstNr.: .5 Burgruine Mittertrixen                                                                                 |
| ja    | Datei hochladen | Getreidespeicher HERIS-ID: 35842 Objekt-ID: 34667                                                           | neben Mittertrixen 5 Standort KG: Mittertrixen                      | An der Straße am Fuße des Felskegels, auf dem sich die Ruine Mittertrixen befindet, ist der mächtige spätgotische Bau des 16. Jahrhunderts, mit Krüppelwalmdach. Drei bzw. vier Geschoße, Keller durch Pfeiler in zwei von Stichkappentonnen überwölbte Schiffe geteilt. | BDA-Hist.: Q37967426 Status: Bescheid Stand der BDA-Liste: 2025-06-30 Name: Getreidespeicher GstNr.: .6 |
| ja    | Datei hochladen | Straßenbrücke, Mühlgrabenbrücke HERIS-ID: 69918 Objekt-ID: 83013                                            | Griffner Straße Standort KG: Mühlgraben                             | Die Steinbrücke wurde 1938/39 errichtet. Mit 200 m Länge und bis zu 25 m Höhe war sie damals die größte Brücke Kärntens. | BDA-Hist.: Q38123496 Status: § 2a Stand der BDA-Liste: 2025-06-30 Name: Straßenbrücke, Mühlgrabenbrücke GstNr.: 267                                                                                                  |
| ja    | Datei hochladen | Kath. Filialkirche hl. Ulrich HERIS-ID: 68995 Objekt-ID: 82040                                              | Neudenstein Standort KG: Neudenstein                                | Urkundliche Erwähnung vor 1329. Einfacher Bau des 17. Jahrhunderts (im Kern gotisch) und südlich zweigeschoßiger Anbau des 19. Jahrhunderts, mit Steinplattln gedeckt, 1985 Restaurierung. Gotischer Ost-Turm mit barockem Zwiebelhelm. Kleines gotisches Fenster mit Maßwerknasen an der Ost-Seite des Turms. Vorhalle mit darüberliegender Empore in Höhe und Breite des Langhauses im 19. Jahrhundert angebaut, halbrunde Torbogen, darüber segmentbogige Fenster. Im kreuzgratgewölbten Chor ist ein gotischer Schlussstein. Die Altäre stammen etwa von 1670. | BDA-Hist.: Q38121192 Status: § 2a Stand der BDA-Liste: 2025-06-30 Name: Kath. Filialkirche hl. Ulrich GstNr.: .11 Filialkirche Heiliger Ulrich, Neudenstein                                                          |
| ja    | Datei hochladen | Schloss Neudenstein HERIS-ID: 35846 Objekt-ID: 34674                                                        | Neudenstein 1 Standort KG: Neudenstein                              | Das Schloss über unregelmäßigem vieleckigem Grundriss um einen Hof geht im Süd- und Osttrakt auf einen Bau aus der ersten Hälfte des 14. Jahrhunderts zurück; im 16. Jahrhundert und in der zweiten Hälfte des 17. Jahrhunderts wurde es um- und ausgebaut. Im Hof sind im ersten und zweiten Obergeschoß Säulenarkaden des 16. Jahrhunderts. Bemerkenswert ist die Ausstattung des Südtrakts, mit Stuck- und Kassettendecken, Leinwandbildern, Wandmalereien, und Biedermeieröfen. In der Schlosskapelle im Osttrakt sind Reste gotischer Wandmalereien und ein Altar aus dem 17. Jahrhundert. | BDA-Hist.: Q1148616 Status: Bescheid Stand der BDA-Liste: 2025-06-30 Name: Schloss Neudenstein GstNr.: .20 Burg Neudenstein                                                                                          |
| ja    | Datei hochladen | Burgruine Niedertrixen HERIS-ID: 36294 Objekt-ID: 35152                                                     | südwestlich Niedertrixen 6 Standort KG: Niedertrixen                | Von der Burg sind nur mehr ganz geringe Reste erhalten. Die Mitte des 13. Jahrhunderts errichtete Burg wurde später zu einem Renaissancebau verändert und ist seit 1750 verfallen. | BDA-Hist.: Q37969412 Status: Bescheid Stand der BDA-Liste: 2025-06-30 Name: Burgruine Niedertrixen GstNr.: 403 Burgruine Niedertrixen                                                                                |
| ja    | Datei hochladen | Burgfriedsäule HERIS-ID: 45653 Objekt-ID: 47034                                                             | nördlich der Ortschaft auf Höhe Rakollach 8 Standort KG: Rakollach  | Prälatenkreuz nördlich der Ortschaft Rakollach auf freiem Feld. Die Burgfriedensäule markierte den Grenzpunkt des ehemaligen Burgfrieds Neudenstein, vermutlich zugleich ein Pestgrab. Spätgotischer Pfeilerbildstock aus Stein bezeichnet 1546, vierseitig abgefaster Pfeilerschaft mit winkelförmigem Tabernakel, bekrönendes Steinkreuz als Ergänzung des 20. Jahrhunderts. Zwei flache Rundbogennischen mit figürlichen Reliefdarstellungen: Nördliche Nische heiliger Bischof, südlich Christus am Kreuz. | BDA-Hist.: Q38017209 Status: Bescheid Stand der BDA-Liste: 2025-06-30 Name: Burgfriedsäule GstNr.: 303 Burgfriedsäule Rakollach                                                                                      |
| ja    | Datei hochladen | Kath. Filialkirche hl. Jakob HERIS-ID: 68982 Objekt-ID: 82026                                               | gegenüber St.Jakob 3 Standort KG: St. Jakob                         | Die kleine, im Kern romanische und mehrfach (gotisch, barock) veränderte Kirche hat einen überhöhten Chor und einen westlichen Dachreiter. Der Hochaltar im netzrippengewölbten Chor stammt aus dem 18. Jahrhundert. Zur Einrichtung gehören außerdem ein Wandaltar (etwa von 1650) und eine spätgotische Schnitzfigur. | BDA-Hist.: Q38121158 Status: § 2a Stand der BDA-Liste: 2025-06-30 Name: Kath. Filialkirche hl. Jakob GstNr.: .44 Kirche St Jakob (Völkermarkt)                                                                       |
| ja    | Datei hochladen | Kath. Filialkirche hl. Agnes und Kirchhof HERIS-ID: 68968 Objekt-ID: 82012                                  | neben St.Agnes 11 Standort KG: St. Jakob                            | Die romanische Chorturmkirche stammt im Kern aus dem 13. Jahrhundert. Anfang des 16. Jahrhunderts wurde das Langhaus erweitert und zur dreischiffigen Halle umgebaut; die Südseite wurde mit spätgotischen Strebepfeilern versehen. Im kreuzrippengewölbten Chor sind Wand- und Gewölbemalereien des 14. Jahrhunderts. | BDA-Hist.: Q1413047 Status: § 2a Stand der BDA-Liste: 2025-06-30 Name: Kath. Filialkirche hl. Agnes und Kirchhof GstNr.: .1 Kirche St Agnes (Völkermarkt)                                                            |
| ja    | Datei hochladen | Karner HERIS-ID: 68970 Objekt-ID: 82014                                                                     | St.Agnes Standort KG: St. Jakob                                     | Südöstlich der Filialkirche gelegen. Rundbau des 13. Jahrhunderts mit Halbkreisapsis über abgetreppter Konsole, Strebepfeilern und sechsteiligem Rippengewölbe; Lanzettfenster. Frühgotische Wand- und Gewölbemalereien 1320/30, Heilige Drei Könige, Geburt Christi und Darbringung, 1976 freigelegt. | BDA-Hist.: Q38121091 Status: § 2a Stand der BDA-Liste: 2025-06-30 Name: Karner GstNr.: .1 Kirche St Agnes (Völkermarkt)                                                                                              |
| ja    | Datei hochladen | Kath. Filialkirche hl. Laurentius HERIS-ID: 68962 Objekt-ID: 82000                                          | St.Lorenzen Standort KG: St. Peter am Wallersberg                   | Die kleine, steinplattlgedeckte Kirche mit romanischem Kern weist einen eingezogenen Chor mit geradem Schluss, einen quadratischen Dachreiter mit Spitzhelm und eine im 19. Jahrhundert errichtete Vorlaube auf. An der Südseite ist eine gotische Christophorusdarstellung. Die gotische Langhausdecke ist ebenso bemalt wie die hölzerne Emporenbrüstung. An der Triumphbogenwand sind spätgotische Freskenreste. Der Hochaltar aus dem 17. Jahrhundert wurde 1872 ergänzt; der Seitenaltar ist etwa von 1725. | BDA-Hist.: Q38121066 Status: § 2a Stand der BDA-Liste: 2025-06-30 Name: Kath. Filialkirche hl. Laurentius GstNr.: .85 Filialkirche Sankt Lorenzen (Völkermarkt)                                                      |
| ja    | Datei hochladen | Kath. Pfarrkirche hl. Peter und Friedhof HERIS-ID: 54801 Objekt-ID: 63203                                   | St.Peter a.W. Standort KG: St. Peter am Wallersberg                 | Die Kirche wurde 1888 als großer historistischer Saalbau errichtet. Einbezogen wurden Teile des gotischen Vorgängerbaus, nämlich der Turm und das nun als Sakristei verwendete ehemalige Chorpolygon. Die neoromanische Einrichtung umfasst Hochaltar, rechten Seitenaltar und Kanzel; der linke Seitenaltar ist aus der ersten Hälfte des 18. Jahrhunderts. | BDA-Hist.: Q38062488 Status: § 2a Stand der BDA-Liste: 2025-06-30 Name: Kath. Pfarrkirche hl. Peter und Friedhof GstNr.: .13/1, 1641/5 Pfarrkirche St. Peter am Wallersberg                                          |
| ja    | Datei hochladen | Karner mit Sankt Michaelskapelle HERIS-ID: 58019 Objekt-ID: 68444                                           | St. Ruprecht Standort KG: St. Ruprecht                              | Der Karner ist ein spätromanischer Rundbau, dessen Apsis Anfang des 14. Jahrhunderts durch einen gotischen Chor ersetzt wurde. | BDA-Hist.: Q56488048 Status: § 2a Stand der BDA-Liste: 2025-06-30 Name: Karner mit Sankt Michaelskapelle GstNr.: .9 Ossuary St. Ruprecht, Völkermarkt                                                                |
| ja    | Datei hochladen | Kath. Pfarrkirche hl. Ruprecht und Friedhof HERIS-ID: 55123 Objekt-ID: 63657                                | St. Ruprecht Standort KG: St. Ruprecht                              | Die Kirche ist ein romanischer Bau, an dessen Südseite eine gotische Kapelle mit Strebepfeilern angebaut wurde. Im 19. Jahrhundert wurde die Fassade teils neugotisch gestaltet. Am romanischen Kreuzgratgewölbe wurden gotische Architekturmalereien freigelegt. An der Langhauswestwand ist ein Wappengrabstein aus dem 13. Jahrhundert. | BDA-Hist.: Q2083159 Status: § 2a Stand der BDA-Liste: 2025-06-30 Name: Kath. Pfarrkirche hl. Ruprecht und Friedhof GstNr.: .9 Pfarrkirche St. Ruprecht, Völkermarkt                                                  |
| ja    | Datei hochladen | Friedhofskapelle HERIS-ID: 68707 Objekt-ID: 81741                                                           | St. Ruprecht Standort KG: St. Ruprecht                              | | BDA-Hist.: Q57985319 Status: § 2a Stand der BDA-Liste: 2025-06-30 Name: Friedhofskapelle GstNr.: .9 Friedhofskapelle St. Ruprecht, Völkermarkt                                                                       |
| ja    | Datei hochladen | Partisanendenkmal Völkermarkt und Eisenkappel-Vellach HERIS-ID: 113774 Objekt-ID: 132145seit 2020           | Friedhof Standort KG: St. Ruprecht                                  | Das Partisanendenkmal war eines der wenigen monumentalen, antifaschistischen Denkmäler im Stile des sozialistischen Realismus in Österreich. Es stammte vom kroatisch-österreichischen Künstler Marjan Matijević (1907–1971), wurde 1947 aufgestellt, 1953 durch einen Sprengstoffanschlag zerstört. Der Sockel verblieb in Völkermarkt, die Figurengruppe steht seit 1983 am Peršmanhof in Eisenkappel-Vellach. | BDA-Hist.: Q105647191 Status: Bescheid Stand der BDA-Liste: 2025-06-30 Name: Partisanendenkmal Völkermarkt und Eisenkappel-Vellach GstNr.: .9                                                                        |
| ja    | Datei hochladen | Propsteikirche hl. Valentin/Maria Himmelfahrt und hl. Valentin HERIS-ID: 68971 Objekt-ID: 82015             | bei Propsteiweg 2 Standort KG: Tainach                              | Die im Kern gotische Kirche mit mächtigem Nordturm und Strebepfeilern an der Südseite wurde nach einem Brand barock umgestaltet und nach einem weiteren Brand Mitte des 19. Jahrhunderts neogotisch renoviert. Im Chor sind an der Südwand gotische Wandmalereien. Der streng gegliederte barocke Hochaltar aus schwarzem Marmor in italienischem Stil ist einzigartig in Kärnten. | BDA-Hist.: Q38121100 Status: § 2a Stand der BDA-Liste: 2025-06-30 Name: Propsteikirche hl. Valentin/Maria Himmelfahrt und hl. Valentin GstNr.: .24 Pfarrkirche Tainach                                               |
| ja    | Datei hochladen | Wehrkirchhof HERIS-ID: 68973 Objekt-ID: 82017                                                               | Propsteiweg 2 Standort KG: Tainach                                  | Reste der wehrhaften Friedhofsmauer des 15. Jahrhunderts mit zweigeschoßigem romanischem Rundturm im Norden und Fundamenten eines Turmes im Nordwesten; zwei weitere Rundtürme im Osten und Westen sind mit dem Propsteigebäude verbunden. | BDA-Hist.: Q38121121 Status: § 2a Stand der BDA-Liste: 2025-06-30 Name: Wehrkirchhof GstNr.: .24, .26/1 Wehrkirchhof Tainach                                                                                         |
| ja    | Datei hochladen | Grabkapelle der Pröpste HERIS-ID: 68972 Objekt-ID: 82016                                                    | Tainach Standort KG: Tainach                                        | Offener Bau mit seitlich eingestellten Säulen und Dreiecksgiebel, 19. Jahrhundert. | BDA-Hist.: Q38121111 Status: § 2a Stand der BDA-Liste: 2025-06-30 Name: Grabkapelle der Pröpste GstNr.: .24 |
| ja    | Datei hochladen | Propsteihof HERIS-ID: 57957 Objekt-ID: 68326                                                                | Tainach 1 Standort KG: Tainach                                      | Mächtiger, talseitig viergeschoßiger, 13achsiger Bau, vorwiegend aus dem 17. Jahrhundert. Kleiner Arkadenhof. Im Scheitelstein des Nord-Portals Relief des heiligen Valentin Mitte des 17. Jahrhunderts. | BDA-Hist.: Q38079597 Status: § 2a Stand der BDA-Liste: 2025-06-30 Name: Propsteihof GstNr.: .26/1 Propsteihof Tainach                                                                                                |
| ja    | Datei hochladen | Bildstock HERIS-ID: 69768 Objekt-ID: 82856                                                                  | Tainacherfeld Standort KG: Tainach                                  | Der Bildstock liegt südlich der Packer Bundesstraße auf Höhe der Ortschaft Eiersdorf. Im Nischenbildstock mit Schindeldach befinden sich Fresken aus dem Jahre 1935, die ursprünglich zum Teil wohl von Switbert Lobisser stammten (Erzengel Michael, Anna Selbdritt, Kreuzigung und hl. Ottilie, davon am ehesten die ersten beiden von Lobisser). Der Bildstock wurde im Zuge der Restaurierung 1971 und 1989 (durch W. Campidell) erneuert. | BDA-Hist.: Q38123139 Status: § 2a Stand der BDA-Liste: 2025-06-30 Name: Bildstock GstNr.: 873/15 Bildstock Tainacherfeld                                                                                             |
| ja    | Datei hochladen | Friedhof und Karner HERIS-ID: 58722 Objekt-ID: 69519                                                        | St.Margarethen o.T. 2 Standort KG: Töllerberg                       | Der südlich der Pfarrkirche im Friedhof gelegene Karner ist ein zylindrischer, romanischer Rundbau des 12. Jahrhunderts mit apsisartiger, nach außen nicht hervortretender Mauernische und Kegeldach. Ossarium, Zugang von Norden teilweise vermauert. Wandgemälde Mitte des 15. Jahrhunderts: Heiliger Michael als Seelenwäger und heiliger König Oswald. Außen- und Innenrestaurierung im Jahr 1982. Derzeit Aufbahrungshalle. | BDA-Hist.: Q38084597 Status: § 2a Stand der BDA-Liste: 2025-06-30 Name: Friedhof und Karner GstNr.: .43 Friedhof und Karner St. Margarethen ob Töllerberg, Völkermarkt                                               |
| ja    | Datei hochladen | Kath. Pfarrkirche hl. Margarethe HERIS-ID: 54739 Objekt-ID: 63125                                           | St.Margarethen o.T. 2 Standort KG: Töllerberg                       | Der ursprünglich romanische, mitten im Ort gelegene Bau wurde 1043 erstmals urkundlich erwähnt und im frühen 16. Jahrhundert stark verändert, am Traufgesims des Chors findet sich die Bezeichnung PS 1538 (mit Steinmetzzeichen), das Mauerwerk des Langhauses ist möglicherweise älter. 1993 Färbelung der Turmhalle, Wiederherstellung der spätgotischen Architekturpolychromie. Zweistufige Strebepfeiler am Langhaus und am leicht eingezogenen Chor. An der Chor-Nord-Seite Sakristei. Mächtiger vorgestellter West-Turm, viergeschoßig mit achtseitigem gedrehtem Spitzhelm. Schallöffnungen dreiteilig mit Maßwerk. Vorhalle im Turmerdgeschoß sternrippengewölbt. Süd-Fassade mit Christophorus in Seccomalerei um 1900, restauriert 1994. Steinplattldächer. Im West-Portal Tympanon mit Blendmaßwerk. An der nördlichen Außenmauer der Kirche ein römerzeitliches Grabinschrift-Fragment für C. Valentinius Crispus (ILLPRON 130). Rechts neben Portal manieristischer Grabstein des Felix Victor Rauber zu Reinegg und Obertrixen, gestorben 1590; ganzfigurige Darstellung mit Inschrift. | BDA-Hist.: Q38062183 Status: § 2a Stand der BDA-Liste: 2025-06-30 Name: Kath. Pfarrkirche hl. Margarethe GstNr.: .43 Pfarrkirche St. Margarethen ob Töllerberg                                                       |
| ja    | Datei hochladen | Schloss Töllerberg HERIS-ID: 36299 Objekt-ID: 35157                                                         | Töllerberg 1 Standort KG: Töllerberg                                | Das Schloss besteht aus zwei dreigeschoßigen, rechtwinkelig zueinander stehenden Trakten. Der Südtrakt geht im wesentlichen Teil auf eine mittelalterliche Anlage zurück. Der im 16. Jahrhundert errichtete Osttrakt mit Ecktürmen hat in den Räumen des zweiten Geschoßes bemerkenswerte Stuckdecken. | BDA-Hist.: Q21863510 Status: Bescheid Stand der BDA-Liste: 2025-06-30 Name: Schloss Töllerberg GstNr.: .12 Schloss Töllerberg                                                                                        |
| ja BW | Datei hochladen | Prinzhofer Haus HERIS-ID: 36298 Objekt-ID: 35156                                                            | 2.Mai-Straße 18 Standort KG: Völkermarkt                            | Am Keilstein des Portals des ehemaligen Kanonikerhauses ist eine Inschrift Leonardus Rosenlacher 1503. Das Haus wurde nach dem Gastwirt und Stadtrichter Max Prinzhofer aus dem 18. Jahrhundert benannt. Zwei Türangeln des ehemaligen Griffner Tors der Stadtmauer sind an der nördlichen Hausecke erhalten. | BDA-Hist.: Q37969470 Status: Bescheid Stand der BDA-Liste: 2025-06-30 Name: Prinzhofer Haus GstNr.: .71/1 Prinzhofer-Haus in Völkermarkt                                                                             |
| ja    | Datei hochladen | Evangelische Christuskirche HERIS-ID: 68699 Objekt-ID: 81733                                                | bei Augustinerweg 2 Standort KG: Völkermarkt                        | Die evangelische Kirche wurde 1958 nach Plänen von P. Klaus und E. Baudische erbaut. Die Kirchenfenster stammen von Florian Jakowitsch. Die Kirche setzt sich aus einem einschiffigen Betonrahmenbau und einem aus zwei Betonpfeilern mit Satteldach bestehenden Turm zusammen. | BDA-Hist.: Q38120401 Status: § 2a Stand der BDA-Liste: 2025-06-30 Name: Evangelische Christuskirche GstNr.: .433 Evangelische Kirche Völkermarkt                                                                     |
| ja    | Datei hochladen | Bürgerhaus und Reste der Stadtmauer HERIS-ID: 69885 Objekt-ID: 82976                                        | Bürgerlustgasse 8 Standort KG: Völkermarkt                          | Das sogenannte „Türlein“ ist das dritte Tor der mittelalterlichen Stadtbefestigung, Durchgang für Fußgänger, ursprünglich durch Turm gesichert. Am sogenannten „Gratzhoferturm“ war die Stätte des alten Judenviertels mit eigener Schule (bis 1496), dahinter Teile der alten Stadtmauer. Im Volksmund wurde er auch als „Judenturm“ bezeichnet. | BDA-Hist.: Q38123326 Status: § 2a Stand der BDA-Liste: 2025-06-30 Name: Bürgerhaus und Reste der Stadtmauer GstNr.: .107/1, .107/3                                                                                   |
| ja    | Datei hochladen | Bezirksheimat- und Stadtmuseum HERIS-ID: 36289 Objekt-ID: 35147                                             | Faschinggasse 1 Standort KG: Völkermarkt                            | Das Stadtmuseum befasst sich hauptsächlich mit dem Kärntner Abwehrkampf von 1918 bis 1920. Es stellt Plakate, Broschüren und Flugzettel aus dieser Zeit aus. Weiters besitzt es Exponate lokalen Brauchtums und der Wohnkultur. | BDA-Hist.: Q37969334 Status: Bescheid Stand der BDA-Liste: 2025-06-30 Name: Bezirksheimat- und Stadtmuseum GstNr.: .26                                                                                               |
| ja    | Datei hochladen | Figur Sitzender Bär HERIS-ID: 70324 Objekt-ID: 83438                                                        | bei Friedrich-Schiller-Allee 2 Standort KG: Völkermarkt             | | BDA-Hist.: Q38124794 Status: § 2a Stand der BDA-Liste: 2025-06-30 Name: Figur Sitzender Bär GstNr.: 313/1 |
| ja    | Datei hochladen | Bürgerhaus HERIS-ID: 36290 Objekt-ID: 35148                                                                 | Griffner Straße 4 Standort KG: Völkermarkt                          | Das Stadthaus mit Wandbildern wird in einem Chronogramm mit 1737 bezeichnet. | BDA-Hist.: Q37969350 Status: Bescheid Stand der BDA-Liste: 2025-06-30 Name: Bürgerhaus GstNr.: 85 |
| ja    | Datei hochladen | Rathaus (ehem. Burg/neue Burg) und Befestigungsturm HERIS-ID: 36291 Objekt-ID: 35149                        | Hauptplatz 1 Standort KG: Völkermarkt                               | Der dreigeschoßige Bau mit klassizistischer Fassade von 1832 umfasst im Osttrakt die gotischen Strebepfeiler einer ehemaligen Kapelle. | BDA-Hist.: Q37969364 Status: § 2a Stand der BDA-Liste: 2025-06-30 Name: Rathaus (ehem. Burg/neue Burg) und Befestigungsturm GstNr.: .24                                                                              |
| ja    | Datei hochladen | Bürgerhaus, Galerie Magnet HERIS-ID: 36292 Objekt-ID: 35150                                                 | Hauptplatz 6 Standort KG: Völkermarkt                               | | BDA-Hist.: Q37969385 Status: Bescheid Stand der BDA-Liste: 2025-06-30 Name: Bürgerhaus, Galerie Magnet GstNr.: .51                                                                                                   |
| ja    | Datei hochladen | Ereignisdenkmal, Kriegerdenkmal HERIS-ID: 69783 Objekt-ID: 82871                                            | bei Hauptplatz 13 Standort KG: Völkermarkt                          | Das Kriegerdenkmal ist ein Werk von H. Schmieder aus dem Jahr 1966 und wurde 1995 restauriert. | BDA-Hist.: Q38123161 Status: § 2a Stand der BDA-Liste: 2025-06-30 Name: Ereignisdenkmal, Kriegerdenkmal GstNr.: 503/6 Kriegerdenkmal Völkermarkt                                                                     |
| ja    | Datei hochladen | Altes Rathaus HERIS-ID: 36293 Objekt-ID: 35151                                                              | Hauptplatz 22 Standort KG: Völkermarkt                              | Der mit 1499 bezeichnete spätgotische Bau hat im Süden und Osten einen Laubengang mit je fünf Achsen. Die rundbogigen Arkaden ruhen auf achtkantigen Pfeilern. Das kielbogige Portal besitzt verstäbte Profile. | BDA-Hist.: Q37969398 Status: Bescheid Stand der BDA-Liste: 2025-06-30 Name: Altes Rathaus GstNr.: .121 Altes Rathaus, Völkermarkt                                                                                    |
| ja    | Datei hochladen | Pest-/Dreifaltigkeitssäule HERIS-ID: 58022 Objekt-ID: 68449                                                 | gegenüber Hauptplatz 30 Standort KG: Völkermarkt                    | Die mit 1715 bezeichnete Dreifaltigkeitssäule wurde 1995 restauriert. | BDA-Hist.: Q38080014 Status: § 2a Stand der BDA-Liste: 2025-06-30 Name: Pest-/Dreifaltigkeitssäule GstNr.: 503/1 |
| ja    | Datei hochladen | Kath. Pfarrkirche hl. Maria Magdalena HERIS-ID: 55117 Objekt-ID: 63647                                      | Kirchgasse Standort KG: Völkermarkt                                 | Die große Kirche ist ein bemerkenswerter dreischiffiger, im Kern romanischer Bau, der in der zweiten Hälfte des 15. Jahrhunderts gotisch umgebaut wurde. Zur Einrichtung gehören fünf barocke Altäre und Chorgestühl aus dem 17. Jahrhundert. | BDA-Hist.: Q2082792 Status: § 2a Stand der BDA-Liste: 2025-06-30 Name: Kath. Pfarrkirche hl. Maria Magdalena und Friedhof GstNr.: .77 Pfarrkirche Maria Magdalena, Völkermarkt                                       |
| ja    | Datei hochladen | Lichtsäule HERIS-ID: 68805 Objekt-ID: 81841                                                                 | Kirchgasse Standort KG: Völkermarkt                                 | Die spätgotische Lichtsäule, ein Lichthäuschen auf hohem achteckigen Schaft, ist mit 1477 bezeichnet. | BDA-Hist.: Q55190814 Status: § 2a Stand der BDA-Liste: 2025-06-30 Name: Lichtsäule GstNr.: .77 Lichtsäule Völkermarkt                                                                                                |
| ja    | Datei hochladen | Neue Propstei, Pfarrkindergarten und Stadtmauer HERIS-ID: 55115 Objekt-ID: 63645                            | Kirchgasse 6 Standort KG: Völkermarkt                               | Die Neue Propstei wurde zwischen 1654 und 1659 unter Propst Georg II. Marko errichtet. Die spätklassizistische Fassade um 1840 angebracht. Heute ist im Gebäude der Pfarrkindergarten untergebracht. | BDA-Hist.: Q38063772 Status: § 2a Stand der BDA-Liste: 2025-06-30 Name: Neue Propstei, Pfarrkindergarten und Stadtmauer GstNr.: .84, 6 Neue Propstei, Völkermarkt                                                    |
| ja    | Datei hochladen | Neue Dechantei und Stadtmauer HERIS-ID: 68809 Objekt-ID: 81846                                              | Kirchgasse 8 Standort KG: Völkermarkt                               | Der Kern des Hauses wurde in der ersten Hälfte des 17. Jahrhunderts errichtet. Der dreigeschoßige Bau mit Walmdach besitzt im Erdgeschoß eine Halle mit dreijochigem Kreuzgewölbe bzw. Stichkappen. Die Einrichtung der Pfarrkanzlei stammt dem 19. Jahrhundert. Im Obergeschoß befindet sich das sogenannte Bischofszimmer mit historistischer Schablonenmalerei aus dem 19. Jahrhundert und einem Kachelofen im Stil des Neorokoko. Die Errichtung des zweiten Obergeschoßes und der hofseitigen Arkadenbögen erfolgte 1842 durch Pietro Rudolfi. Früher war das Haus die Residenz des Stiftdechanten und diente zur Verwaltung der 15 kirchlichen Herrschaften des Kollegialkapitels von Völkermarkt. | BDA-Hist.: Q38120642 Status: § 2a Stand der BDA-Liste: 2025-06-30 Name: Neue Dechantei und Stadtmauer GstNr.: 4 |
| ja    | Datei hochladen | Kapitelmesnerhaus und Stadtmauer HERIS-ID: 55116 Objekt-ID: 63646                                           | Kirchgasse 18 Standort KG: Völkermarkt                              | Das Kapitelmesnerhaus wurde vermutlich aus zwei Häusern gebildet und kam 1551 in den Besitz des Kapitels. Das Erscheinungsbild des zweigeschoßigen Hauses mit den zwei Freitreppen und den darunterliegenden Kellerabgängen stammt aus den 15./16. Jahrhundert. Die Fassade wurde im 19. Jahrhundert erneuert. Die Südfront des Gebäudes wird durch einen Teil der mittelalterlichen Stadtmauern gebildet, die sich auch in den Nachbargebäuden fortsetzt. | BDA-Hist.: Q38063783 Status: § 2a Stand der BDA-Liste: 2025-06-30 Name: Kapitelmesnerhaus und Stadtmauer GstNr.: .75                                                                                                 |
| BW    | Datei hochladen | Stadtmauer HERIS-ID: 112044 Objekt-ID: 130095seit 2013                                                      | bei Kirchgasse 22 Standort KG: Völkermarkt                          | In die Ostfassade des Gebäudes ist ein Teil der ehemaligen Stadtbefestigung integriert. | BDA-Hist.: Q37828269 Status: § 57-Mandatsbescheid Stand der BDA-Liste: 2025-06-30 Name: Stadtmauer GstNr.: .73, 81                                                                                                   |
| ja    | Datei hochladen | Stadtmauerstück HERIS-ID: 69336 Objekt-ID: 82409seit 2012                                                   | Kirchgasse 26 Standort KG: Völkermarkt                              | | BDA-Hist.: Q38122181 Status: Bescheid Stand der BDA-Liste: 2025-06-30 Name: Stadtmauerstück GstNr.: .71/2 |
| ja    | Datei hochladen | Wegkapelle HERIS-ID: 69762 Objekt-ID: 82850                                                                 | Klagenfurter Straße Standort KG: Völkermarkt                        | 14-Nothelfer-Kapelle. Kleiner Bau der ersten Hälfte des 19. Jahrhunderts mit Zwiebeltürmchen und biedermeierlichem Wellgiebel, Madonnenfresko; die Konche mit gemalter Kreuzigungsgruppe aus dem 19. Jahrhundert. | BDA-Hist.: Q38123119 Status: § 2a Stand der BDA-Liste: 2025-06-30 Name: Wegkapelle GstNr.: .230/2 |
| ja    | Datei hochladen | Brunnen HERIS-ID: 69007 Objekt-ID: 82052                                                                    | bei Klagenfurter Straße 1 Standort KG: Völkermarkt                  | Der Brunnen wurde 1846 errichtet. | BDA-Hist.: Q38121261 Status: § 2a Stand der BDA-Liste: 2025-06-30 Name: Brunnen GstNr.: 503/21 |
| ja    | Datei hochladen | Ehem. Bürgerspital und Bürgerspitalskapelle hl. Jakob HERIS-ID: 69873 Objekt-ID: 82964                      | Klagenfurter Straße 15 Standort KG: Völkermarkt                     | Das Bürgerspital besteht aus einem Hofgebäude und der ehemaligen Bürgerspitalskapelle, ein spätgotischer zweijochiger sternrippengewölbter Bau mit südlicher Sakristei, der polygonale Chor eingezogen, zweijochig netzrippengewölbt, die spitzbogigen Fenster vermauert. Außen an der Nord-Wand gotischer Konsolkopf. 1983–1985 Wiederherstellung des spätgotischen Raumes (Entfernung der Zwischendecke), Öffnung der Maßwerkfenster (Glasfenstereinbau von Giselbert Hoke), Adaptierung zum Kultursaal. | BDA-Hist.: Q38123271 Status: § 2a Stand der BDA-Liste: 2025-06-30 Name: Ehem. Bürgerspital und Bürgerspitalskapelle hl. Jakob GstNr.: .242                                                                           |
| ja    | Datei hochladen | Bezirkspolizeikommando HERIS-ID: 69881 Objekt-ID: 82972                                                     | Klagenfurter Straße 20 Standort KG: Völkermarkt                     | Polizei-Dienst- und Wohngebäude, erbaut 1928. | BDA-Hist.: Q38123315 Status: Bescheid Stand der BDA-Liste: 2025-06-30 Name: Bezirksgendarmeriekommando GstNr.: 348/7                                                                                                 |
| ja    | Datei hochladen | Alte Bürgerschule HERIS-ID: 55119 Objekt-ID: 63649                                                          | Mettingerstraße 16 Standort KG: Völkermarkt                         | Die Alte Bürgerschule wurde 1900 im späthistoristischen Stil erbaut. Sie wurde ab 1927 als Hauptschule, von 1958 bis 1970 als Volksschule und seitdem als Handelsschule und Handelsakademie verwendet. | BDA-Hist.: Q28842838 Status: § 2a Stand der BDA-Liste: 2025-06-30 Name: Alte Bürgerschule GstNr.: .205/2 Praxis-HAK Völkermarkt                                                                                      |
| ja    | Datei hochladen | Bezirksgericht HERIS-ID: 69899 Objekt-ID: 82992                                                             | Seenstraße 1 Standort KG: Völkermarkt                               | Das Bezirksgericht wurde 1896 in strenghistoristischem Stil erbaut. | BDA-Hist.: Q38123413 Status: Bescheid Stand der BDA-Liste: 2025-06-30 Name: Bezirksgericht GstNr.: 115/145 (KG 76302 Bei der Drau), .91, 503/5                                                                       |
| ja    | Datei hochladen | Bezirkshauptmannschaft HERIS-ID: 46142 Objekt-ID: 47822                                                     | Spanheimergasse 2 Standort KG: Völkermarkt                          | Der im 17. Jahrhundert erbaute Trakt des 1808 aufgelösten ehemaligen Augustinerklosters (später als Schloss Thurnhof bezeichnet) wurde stark erneuert. 1995/96 Innenumbau, hofseitiger Anbau. Römisch reliefierte Deckenplatte einer Grabädikula eingemauert (FÖ 33, 1994, 554). | BDA-Hist.: Q38019497 Status: Bescheid Stand der BDA-Liste: 2025-06-30 Name: Bezirkshauptmannschaft GstNr.: .211 Bezirkshauptmannschaft Völkermarkt                                                                   |
| ja    | Datei hochladen | Ziegelgitterstadel, Wirtschaftsgebäude der Bezirkshauptmannschaft HERIS-ID: 36297 Objekt-ID: 35155seit 2013 | Spanheimergasse 2 (Bezirkshauptmannschaft) Standort KG: Völkermarkt | Nördlich der Bezirkshauptmannschaft befindet sich das eingeschoßige Wirtschaftsgebäude aus dem 19. Jahrhundert, über U-förmigem Grundriss unter Satteldach. Fassadengliederung mit typischer Ausformung des 19. Jahrhunderts: Waagrechte Putzbänder, Stadelluken in Form von gekoppelten Schlitzen bzw. in Form von Sonnenrädern. | BDA-Hist.: Q37969458 Status: Bescheid Stand der BDA-Liste: 2025-06-30 Name: Ziegelgitterstadel, Wirtschaftsgebäude der Bezirkshauptmannschaft GstNr.: .211 Wirtschaftsgebäude der Bezirkshauptmannschaft Völkermarkt |
| ja    | Datei hochladen | Kath. Filialkirche hl. Leonhard HERIS-ID: 68997 Objekt-ID: 82042                                            | Kremschitz Standort KG: Waisenberg                                  | Kleiner romanischer Bau mit gotischen Veränderungen, 1993 Gesamtrestaurierung. Wiederherstellung spätgotischer Architekturpolychromie im Altarraum. Dachreiter, hölzerne Vorlaube mit Opfertisch. Spitzbogiges, profiliertes West-Portal frühes 14. Jahrhundert mit gotisch eisenbeschlagener Tür. An Süd-Fassade Christophorus-Fresko, restauriert 1989. Flachgedecktes Langhaus, hölzerne Westempore von 1729. Eingezogener spitzbogiger Triumphbogen. Einjochiger Chor, 5/8-Schluss, Kreuzrippengewölbe Ende 14. Jahrhundert; gotische spitzbogige Fenster, im Kirchenschiff rundbogiges Fenster. | BDA-Hist.: Q38121211 Status: § 2a Stand der BDA-Liste: 2025-06-30 Name: Kath. Filialkirche hl. Leonhard GstNr.: .11 Subsidiary church Saint Leonard, Kremschitz (Völkermarkt)                                        |
| ja    | Datei hochladen | Befestigte Höhensiedlung Lamprechtskogel HERIS-ID: 43565 Objekt-ID: 44169                                   | Lamprechtskogel Standort KG: Korb                                   | Auf dem aus der Ebene aufragenden Lamprechtskogel noch nicht näher untersuchte eisenzeitliche und spätantike Höhensiedlung mit Gräberfeldern am Fuß des Berges (C137, 107; ar. 188,31); um und unterhalb der Kirche umfangreiche antike Baureste. | BDA-Hist.: Q38003934 Status: Bescheid Stand der BDA-Liste: 2025-06-30 Name: Befestigte Höhensiedlung Lamprechtskogel GstNr.: 208/2                                                                                   |
| ja    | Datei hochladen | Befestigte Höhensiedlung Lamprechtskogel HERIS-ID: 112167 Objekt-ID: 130235                                 | Lamprechtskogel Standort KG: Waisenberg                             | Auf dem aus der Ebene aufragenden Lamprechtskogel noch nicht näher untersuchte eisenzeitliche und spätantike Höhensiedlung mit Gräberfeldern am Fuß des Berges (C137, 107; ar. 188,31); um und unterhalb der Kirche umfangreiche antike Baureste. | BDA-Hist.: Q37829045 Status: Bescheid Stand der BDA-Liste: 2025-06-30 Name: Befestigte Höhensiedlung Lamprechtskogel GstNr.: .46, 517, 518, 519, 520, 521, 522, 523, 525, 531, 541/1, 542, 1071/1, 1072              |
| ja    | Datei hochladen | Kath. Pfarrkirche hl. Georg und Friedhof HERIS-ID: 54663 Objekt-ID: 63029                                   | Sankt Georgen am Weinberg Standort KG: Waisenberg                   | Die steinplattlgedeckte Kirche mit Turm (mit barockem Zwiebelhelm) an der Chornordseite und offener Vorhalle ist ein im wesentlichen spätgotischer Bau mit romanischem Kern. Das Langhaus ist sternrippengewölbt, der Chor netzrippengewölbt. Unter dem Chor ist eine Krypta. Südlich an den Chor angebaut ist eine barocke Annenkapelle, darunter die Gruft der Grafen Christallnig mit eingemauertem Alabasterrelief aus dem 14. Jahrhundert. Zur Einrichtung gehören die barocken Altäre (Hochaltar, zwei Seitenaltäre, Kapellenaltar) und zwei spätgotische Schnitzfiguren, um 1425. | BDA-Hist.: Q38061851 Status: § 2a Stand der BDA-Liste: 2025-06-30 Name: Kath. Pfarrkirche hl. Georg und Friedhof GstNr.: .53 Pfarrkirche St. Georgen am Weinberg, Völkermarkt                                        |
| ja    | Datei hochladen | Schloss Frankenstein, Rahmschüsselhof HERIS-ID: 36296 Objekt-ID: 35154                                      | Sankt Georgen am Weinberg 1 Standort KG: Waisenberg                 | Das zweigeschoßige Schloss aus dem 17. Jahrhundert wurde nach teilweiser Zerstörung durch die Franzosen 1797 wieder instandgesetzt. In einem vorgestellten Turm ist eine kleine profanierte Kapelle mit Altar von etwa 1680 und Malereien an den Türen aus dem späten 18. Jahrhundert. | BDA-Hist.: Q37969444 Status: Bescheid Stand der BDA-Liste: 2025-06-30 Name: Schloss Frankenstein, Rahmschüsselhof GstNr.: 691 Schloss Frankenstein (Völkermarkt)                                                     |
| ja    | Datei hochladen | Gusseisernes Wegkreuz HERIS-ID: 69764 Objekt-ID: 82852                                                      | Waisenberg Standort KG: Waisenberg                                  | Nordwestlich von Waisenberg an der Straße zwischen Sankt Margarethen und Klein Sankt Veit gelegen, bezeichnet 1862. Hergestellt in Graf Christalnigg’s Gusswerk zu Sankt Johann am Brückl. | BDA-Hist.: Q38123129 Status: § 2a Stand der BDA-Liste: 2025-06-30 Name: Gusseisernes Wegkreuz GstNr.: 1062/2 |
| ja    | Datei hochladen | Kath. Filialkirche hll. Lambertus und Markus HERIS-ID: 70303 Objekt-ID: 83417                               | südöstlich Waisenberg 6 Standort KG: Waisenberg                     | Auf dem Lamprechtskogel gelegen. Urkundlich 1043 erwähnt. Kleiner, im Kern romanischer, in der Gotik und später veränderter Bau mit östlichem Dachreiter von 1695. Rundbogiges Portal. In der Vorhalle als Deckplatte des sogenannten Opfertisches Grabinschrift für Octavius Cantabrus, gestiftet von seinen Brüdern (CIL III 4947 0 11521). An der südlichen Außenmauer ein Grabrelief mit Trauergenius (CSIR II/4, 339) und ein Grabbaupilaster mit Akanthusrankenmotiv (CSIR II/5, 501). Ferner Grabinschrift-Fragment für das Ehepaar Maxumus und Secunda (CIL III 4978) sowie ein Architekturrelief mit vegetabilem Ornament (CSIR II/5, 543). | BDA-Hist.: Q38124729 Status: § 2a Stand der BDA-Liste: 2025-06-30 Name: Kath. Filialkirche hl. Lambertus und Markus GstNr.: .46 Filialkirche hll. Lambertus und Markus, Lamprechtskogel, Völkermarkt                 |
| ja    | Datei hochladen | Burgruine Waisenberg HERIS-ID: 36300 Objekt-ID: 35158                                                       | südlich Waisenberg 20 Standort KG: Waisenberg                       | Die Burg verfällt seit einem Brand 1790. Sie umfasst die viergeschoßige, im Kern aus dem 13. Jahrhundert stammende Hauptburg mit einem weit vorspringenden Rundturm aus dem 15. Jahrhundert an der Südostecke. Der umlaufende Zwinger ist aus dem 16. Jahrhundert. | BDA-Hist.: Q1015561 Status: Bescheid Stand der BDA-Liste: 2025-06-30 Name: Burgruine Waisenberg GstNr.: .29 Burgruine Waisenberg                                                                                     |
| ja    | Datei hochladen | Kath. Filialkirche hl. Martin und Friedhof HERIS-ID: 68907 Objekt-ID: 81945                                 | St.Martin Standort KG: Wandelitzen                                  | Die steinplattlgedeckte Kirche ist ein kleiner romanischer Bau mit Südportal, Rundapsis, mächtigem gotischen Dachreiter im Osten und Christophorusfresko an der Südfassade. Die Westempore über Sterngratgewölbe ist spätgotisch. Im 19. Jahrhundert erhielt das Langhaus die flache Holzkassettendecke. Der Hochaltar ist mit 1684, der linke Seitenaltar mit 1711 bezeichnet. | BDA-Hist.: Q1413173 Status: § 2a Stand der BDA-Liste: 2025-06-30 Name: Kath. Filialkirche hl. Martin und Friedhof GstNr.: .12 Kirche St Martin (Völkermarkt)                                                         |
| ja    | Datei hochladen | Pfarrhof HERIS-ID: 68869 Objekt-ID: 81907                                                                   | St.Stefan Standort KG: Wandelitzen                                  | Der Pfarrhof ist ein spätbarocker zweigeschoßiger Bau von 1789, der 1876 historistisch umgebaut wurde. | BDA-Hist.: Q38120852 Status: § 2a Stand der BDA-Liste: 2025-06-30 Name: Pfarrhof GstNr.: .1/1, 7/1 Pfarrhof Sankt Stefan, Völkermarkt                                                                                |
| ja    | Datei hochladen | Kath. Filialkirche hl. Michael HERIS-ID: 58026 Objekt-ID: 68457                                             | Wandelitzen Standort KG: Wandelitzen                                | Urkundlich wird die Filialkirche erstmals 1237 erwähnt. Kleiner gotischer Bau mit eingezogenem 5/8-Chor und spitzbogigem Triumphbogen. Dach, Dachreiter und Flachdecke des Langhauses nach Brand 1930 erneuert. Südlicher Sakristeianbau; hölzerne Vorlaube. Altar bezeichnet 1909/1910. Kruzifix 19. Jahrhundert, Vortragstangen mit Darstellung heiliger Georg; zwei Leuchterengel. | BDA-Hist.: Q38080041 Status: § 2a Stand der BDA-Liste: 2025-06-30 Name: Kath. Filialkirche hl. Michael GstNr.: .125 Subsidiary church Saint Michael, Wandelitzen (Völkermarkt)                                       |
| ja    | Datei hochladen | Schloss Kohlhof HERIS-ID: 46468 Objekt-ID: 48519                                                            | Weinbergstraße 2, 2a, 8 Standort KG: Weinberg                       | Das Schloss wurde von der Völkermarkter Ratsherrnfamilie Umbfahrer in der zweiten Hälfte des 16. Jahrhunderts erbaut. Es hat die Form eines nach Westen offenen Hufeisens angelegten zweigeschoßiger Renaissancebaus, wobei der ursprünglich eingeschoßige Ost-Trakt erst nachträglich aufgestockt wurde. Der dreigeschoßige Turm an der Südostecke stammt vermutlich aus 17. Jahrhundert und wurde später mit romantisch-historistischem Zinnenkranz versehen. Am Außenbau sind zum Teil noch Putzstrukturen des 16. Jahrhunderts zu erkennen. An der Nord-Seite ist bemerkenswertes gekuppeltes Renaissancefenster aus der Bauzeit, im Süd-Trakt die profanierte Rupertuskapelle. 1998 wurden die Fassaden des Nord-Turms restauriert. | BDA-Hist.: Q38021872 Status: Bescheid Stand der BDA-Liste: 2025-06-30 Name: Schloss Kohlhof GstNr.: .8/2, 124/1 Kohlhof (Völkermarkt)                                                                                |

## Ehemalige Denkmäler
| Foto |                 | Denkmal                                   | Standort                         | Beschreibung | Metadaten                                                                                                 |
| ---- | --------------- | ----------------------------------------- | -------------------------------- | --- | --- |
| ja   | Datei hochladen | Bauernhaus Peter Objekt-ID: 47819bis 2018 | Gattersdorf 23 Standort KG: Korb | Östlich der Kirche befand sich das Wohnhaus der ehemaligen Peter-Hube, ein ehemaliges Rauchküchenhaus über winkelförmigem Grundriss, im Laufe des 18. Jahrhunderts mehrmals erweitert; mit Schersparrendach (19. Jahrhundert) und verschalten Giebelfenstern. Das in gemischter Bauweise errichtete Gebäude stellte eines der seltenen Exemplare zweigeschoßiger, bäuerlicher Wohnbauten im südöstlichen Kärnten und ein gutes Beispiel für den Übergang von der einst üblichen Holzbauweise zu der ab dem beginnenden 19. Jahrhundert vorherrschenden Mauerbauweise dar. Das Gebäude wurde etwa 2005 abgerissen. | BDA-Hist.: Q38019486 Status: Bescheid Stand der BDA-Liste: 2019-01-26 Name: Bauernhaus Peter GstNr.: 25/1 |